# Trompette de cavalerie
 (juin 2021).
Si vous disposez d'ouvrages ou d'articles de référence ou si vous connaissez des sites web de qualité traitant du thème abordé ici, merci de compléter l'article en donnant les références utiles à sa vérifiabilité et en les liant à la section « Notes et références ».

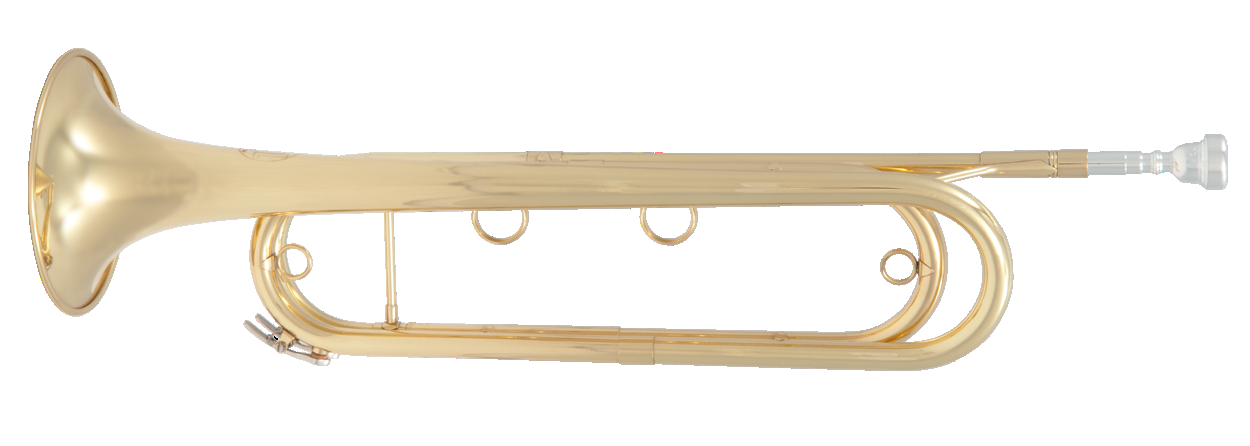
Trompette de cavalerie.

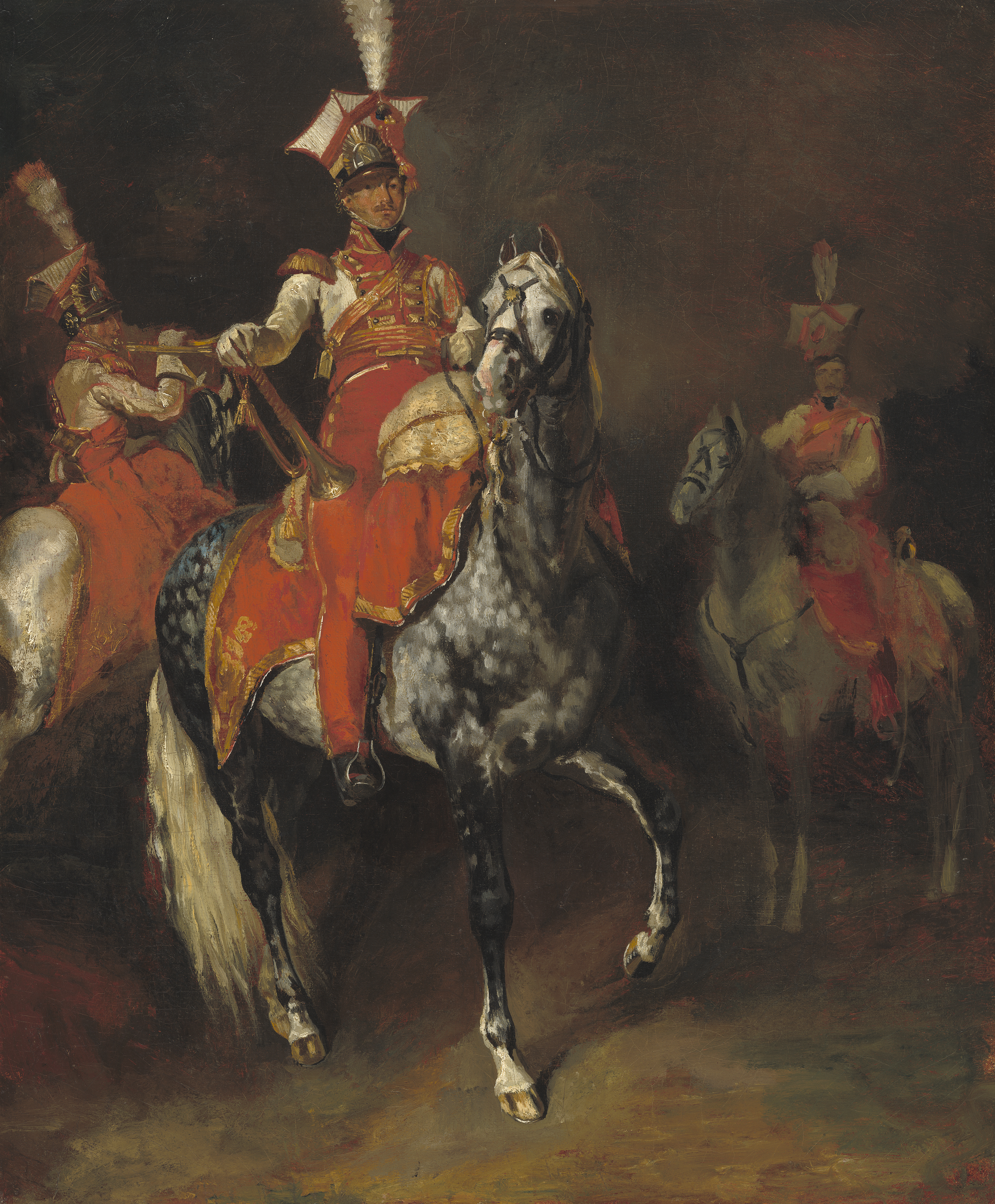
Trompette à cheval de la Garde Impériale de Napoléon
Théodore Gericault, 1813-1814
Washington, National Gallery of Art

La trompette de cavalerie est un instrument d'ordonnance utilisé dans des fanfares civiles et dans divers corps d'armée. Elle a la taille et l'aspect d'une trompette classique dépourvue de pistons, mais son tube est plus long. Généralement en mi{\displaystyle \flat }, elle peut cependant parfois posséder deux tonalités sur le même instrument. La tonalité est alors changée en orientant une palette qui dévie le flux d'air.

## Instruments proches
Il en existe une version plus grave, dite trompette basse, et une version basse à très grand pavillon et perce étroite, dite trompette-cor ou cor de cavalerie. Tous ces instruments sont la plupart du temps accordés en mi{\displaystyle \flat }.
La trompette de cavalerie diffère fondamentalement du clairon par sa perce plus étroite, plus longue et plus cylindrique. Dans l'armée française, le tube des clairons fait un tour sur lui-même, celui des trompettes deux. Le clairon est en si{\displaystyle \flat }, la trompette en mi{\displaystyle \flat }. Son organologie lui donne accès à un plus grand nombre de notes, et un son plus brillant.

## Gamme
Les notes jouées sont les harmoniques : do sol do mi sol si{\displaystyle \flat } do ré mi fa (faux, entre le fa et le fa#) sol la si{\displaystyle \flat } si contre-ut contre-ré contre-mi contre-fa contre-sol etc.
Les notes sont obtenues exclusivement par un travail du souffle et de la tension des lèvres.

## Répertoire
Le répertoire est essentiellement la musique militaire, mais également la batterie-fanfare : des pièces au rythme latino américain ont ainsi été composées pour la trompette de cavalerie. Il est également possible de jouer la musique ancienne pour trompette car la trompette baroque est essentiellement, comme la trompette de cavalerie, une trompette naturelle sans piston. Le répertoire des fanfares de certains régiments inclut par exemple des pièces d'ordonnances composées par Jean-Baptiste Lully.
Le major André Souplet a composé de nombreuses pièces modernes pour trompette de cavalerie.

## Armée napoléonienne

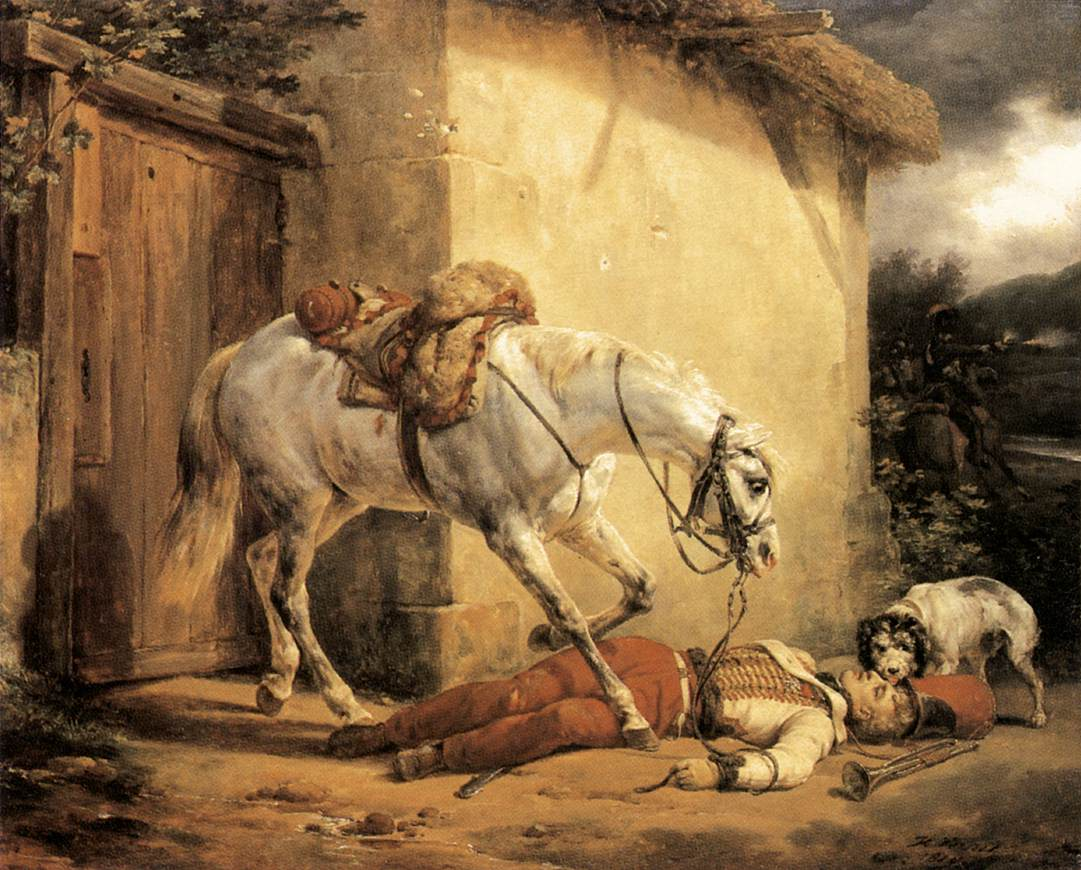
Le Trompette blessé
Horace Vernet, 1819
Wallace Collection, Londres

Les peintres du XIXe siècle comme Géricault et Horace Vernet, ont représenté à plusieurs reprises des soldats de la cavalerie dont la fonction est l'usage de cette trompette. Ils sont désignés par le nom de leur instrument, et ont joué un rôle dans les guerres napoléoniennes.